# Média v Maďarsku
Média v Maďarsku tvoří hromadné sdělovací prostředky (masmédia) na území Maďarska a zahrnují denní tisk, časopisy, televizi, rozhlas a internetové portály.

## Média

### Tiskové agentury
- MTI – státní tisková agentura, patří pod skupinu MTVA

### Denní tisk a časopisy

#### Deníky

##### Seriózní
- Magyar Hírlap (česky „Maďarské noviny“) – konzervativní deník, založený v roce 1968.
- Magyar Nemzet (česky „Maďarský národ“) – konzervativní deník, založený v roce 1938.
- Népszava (česky „Slovo lidu“) – levicový deník blízký Maďarské socialistické straně, založený v roce 1877. Jeho majitelem je Tamás Leisztinger, miliardář a podnikatel s vazbami na MSZP.
- Népszabadság (česky „Svoboda lidu“) – levicový deník, založený na podzim roku 1956 jako ústřední zpravodaj Maďarské socialistické dělnické strany, který zanikl po finančních problémech v roce 2016.

##### Bulvární
- Blikk – nejčtenější bulvární deník patřící do švýcarského koncernu Ringier AG.

#### Týdeníky
- HVG (Heti Világgazdaság) – politicko–ekonomický týdeník
- 168 óra („168 hodin“) – politický týdeník, založený roku 1989
- Heti Válasz – konzervativní magazín
- Figyelő – křesťansko-konzervativní týdeník se zaměřením na business
- Élet és irodalom – kulturně–politicko–společenský magazín
- Magyar Demokrata – kulturní týdeník
- Magyar Fórum – radikální magazín, slouží jako zpravodajec strany MIÉP
- Magyar Narancs – liberální magazín se satirickým podtónem

### Internetové portály
- 444.hu – zpravodajský server provozovaný Open Society Foundations
- Azonnali.hu – zpravodajský server patřící do mediálního impéria Pétera Ungára.[1][2]
- Híradó.hu – zpravodajský server veřejnoprávní MTVA
- Index.hu – populární web, má denně okolo milionu čtenářů
- Origo.hu – internetový portál, spuštěný v roce 1998. Patří k nejčtenějším v Maďarsku, nicméně bývá označován[kým?] jako prodloužená ruka předsedy vlády Viktora Orbána.[zdroj?]
- NOL.hu – internetová verze deníku Nepszabadság
- Mno.hu – internetová verze deníku Magyar Nemzet
- Népszava.hu – internetová verze deníku Népszava
- MagyarHírlap.hu – internetová verze deníku Magyar Hírlap
- Telex.hu – zpravodajský server spuštěný roku 2020

### Televize

#### MTVA
Maďarská státní mediální skupina vznikla roku 2011. Skládá se z Magyar Rádió (Maďarský rozhlas), Magyar Televízió (Maďarská televize), Duna Televízió (televize Duna) a MTI (Maďarská tisková agentura).
- M1 – zpravodajství a publicistika
- M2 – přes den dětská stanice, od 20:00 do 6:00 v rámci Petőfi kanál pro mladé
- M4 – sportovní program
- M5 – vzdělávací a kulturní kanál
- Duna – obecně zábavné pořady pro všeobecné publikum
- Duna World – kanál pro Maďary žijící ve světě

#### RTL
Komerční skupina RTL, patřící do mediálná skupiny RTL Group, vlastní nejsledovanější televize v Maďarsku. Vlajková loď RTL Klub je nejsledovanější maďarský kanál.
- RTL Klub – nejsledovanější televize v maďarsku, zábavný program pro celkové publikum
- Cool TV – seriálový kanál s akvizicemi
- RTL II – seriálový a zábavný kanál
- RTL Három – seriálový a zábavný kanál
- RTL Otthon – lifestylový kanál
- Sorozat+ – prémiový seriálovo-filmový placený kanál
- Film+ – filmový kanál
- Muzsika TV – hudební kanál
- RTL Gold – „zlatá tvorba RTL“
- Kölyökklub – dětský kanál
- Moziklub – filmový kanál
- Sorozatklub – seriálový kanál

#### TV2 Group
Komerční skupina TV2, jejímž 100% majitelem je od roku 2019 bankéř a ekonom József Vida, má menší sledovanost než konkurenční RTL.
- TV2 – zábavný kanál pro celkové publikum
- Super TV2 – obecný zábavný kanál
- TV2 Klub – zábavný kanál, převážně pro ženy
- Mozi+ – filmový kanál
- Izaura TV – seriálový kanál
- Spíler TV 1 – kanál pro muže
- Spíler TV 2 – kanál pro muže
- Zenebutik – hudební kanál
- PRIME – rodinný kanál
- TV2 Séf – kanál o vaření
- TV2 Kids – dětský kanál
- TV2 Comedy – zábavný kanál
- Jocky TV – kanál se zlatou tvorbou TV2
- Moziverzum – filmový kanál

### Rozhlas

#### Veřejnoprávní (MTVA)
- Kossuth Rádió – zpravodajství
- Petőfi Rádió – rádio pro mladé, současné hity
- Bartók Rádió – vážná hudba, jazz, litera
- Dankó Rádió – domácí a lidová hudba, opereta
- Nemzetiségi adások – kanál pro národnostní menšiny žíjící v Maďarsku
- Parlamenti adások – živé přenosy z maďarského parlamentu
- Duna World Rádió – rádio pro Maďary žijící ve světě

#### Ostatní celoplošné stanice
- Info rádió
- Klub rádió
- Lánchíd rádió